# Karlsens Kvarter
Karlsens Kvarter' var et hørespil på DR (Danmarks Radio) med skuespillerne Henning Moritzen og Lise Ringheim i hovedrollerne. Der blev indspillet 26 afsnit i årene 1967 til 1984-04-08.
Afsnittene kan i dag findes på DR Gensyn.